# 桑妮雅·賈汗
桑妮雅·賈汗（1980年4月24日—，原名：Sonya Rizvi）是巴基斯坦女演員。桑妮雅的主要作品多是印度電影。她來自巴基斯坦一個名人家族：祖父母包括巴基斯坦知名歌星努爾·賈汗（Noor Jehan）均是歌手。
賈汗的首部電影是2005年的Taj Mahal: An Eternal Love Story，飾演姬蔓·芭奴。她之後較知名的電影有Khoya Khoya Chand，我的名字叫可汗及The Reluctant Fundamentalist等等。除了電影外，她亦是卡拉奇法國餐廳Cafe Flo的擁有人。
賈汗在巴基斯坦南部城市卡拉奇出生及長大。父親是Akbar Hussain Rizvi，母親Florence Rizvi是一名法國人。她畢業於英國中央聖馬丁藝術與設計學院的設計系。

## 外部連結
- 桑妮雅·賈汗在互联网电影资料库（IMDb）上的資料（英文）